# 呂祖謙

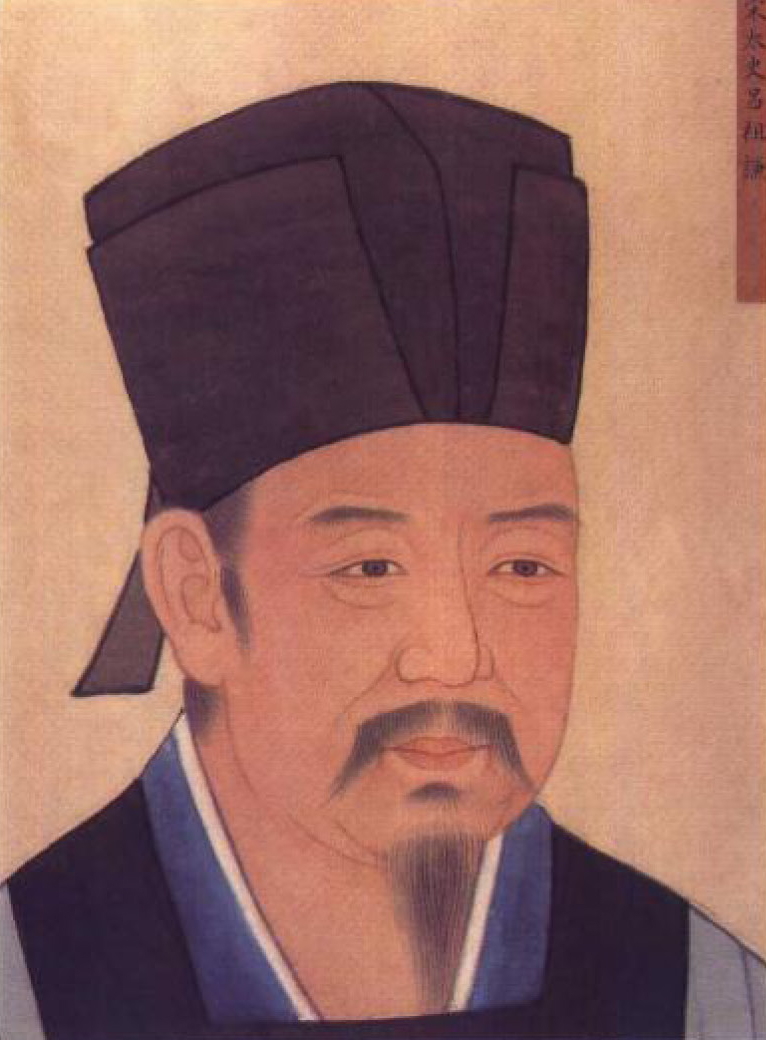
清南薰殿画本

吕祖谦（1137年2月17日—1181年），字伯恭，婺州（今浙江金华）人，原籍寿州（今安徽凤台），因呂姓郡望東萊，世稱東萊先生，為南宋哲學家、教育家。

## 生平

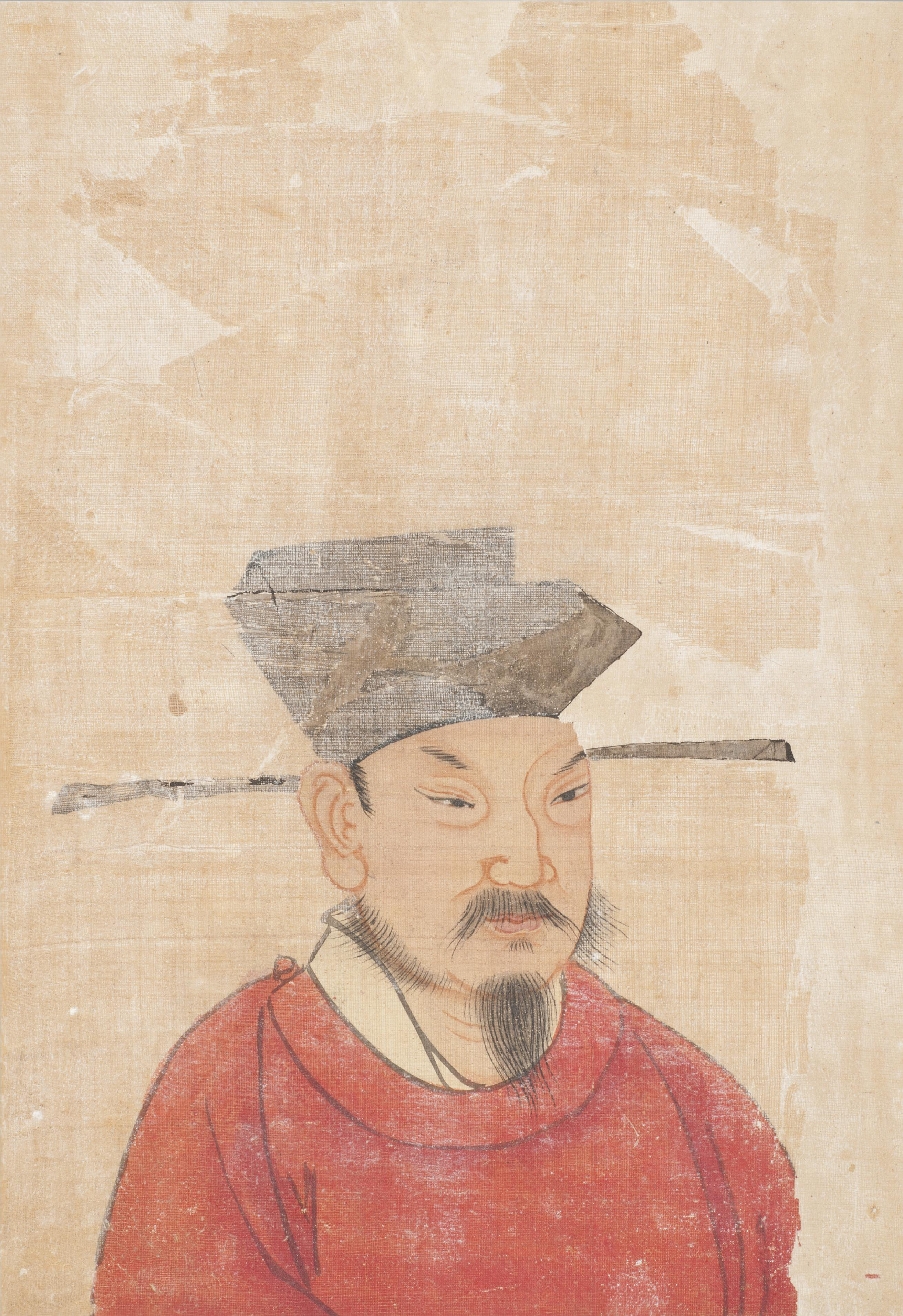
呂祖謙像

官宦世家，八世從祖吕蒙正（圣功），北宋宋太宗太平兴国二年（977年）进士第一。
祖谦自幼随父在福建任所，师從林之奇，至临安，師從汪应辰和胡宪。呂祖謙以祖致仕恩，补为将仕郎，南宋高宗绍兴二十七年（1157年），改为迪功郎，南宋孝宗隆兴元年（1163年）四月，中博學鴻詞科，特授左从政郎。南宋孝宗乾道二年（1166年）十一月，其母逝，归葬婺州。
南宋孝宗乾道六年（1170年），任太学博士，兼国史院编修官、实录院检讨官。乾道八年（1172年）二月，其父去世，久居明招山守墓服丧。淳熙三年（1176年），因李焘推荐，升任秘书省秘书郎。呂祖謙與朱熹、張栻過從甚密，時稱“東南三賢”。曾與朱熹一同講學於浙江浦江的月泉書院，論學主“明理居敬”，認為“居敬有力，則其所窮者益精；窮理浸明，則其所居者亦有地”。祖謙反對空談陰陽性命之說，開創“呂學”（“婺學”），為金華學派的代表，開“浙東學派”先河。
呂祖謙極力主張抗金，恢復失土。重視史學, 仿司马光《資治通鑑》撰《大事紀》12卷與《大事紀解題》12卷，還有《通釋》3卷，内容较《通鉴》精简，史稱“每条之下各注从某书修云云，以自附于述而不作之义”。可惜祖謙40岁左右健康轉壞，患“萎痹”，自言“非药石所能料理”，43岁以后，右肢瘫痪，行动不便，未竟其書。
南宋孝宗淳熙二年（1175年），由呂祖謙邀請，朱熹與陸九淵等人參加的一次學術會議，名之為“鵝湖之會”，首開書院會講之先河；雙方“相與講其所聞之學”，陸九淵提出“堯舜之前有何書可讀”，認為只要“明心見性”即可，致使“朱熹不慊”，不歡而散。陳亮尊奉呂祖謙為“道德一世師表”。淳熙四年奉宋孝宗之命編輯《宋文鑑》。
淳熙六年（1179年）七月二十八日，第三任妻子芮氏去世。晚年喜阅读醫書。淳熙八年（1181年）七月二十九日病故。。葬於浙東武義武陽鎮明招寺南。

## 著作
《左傳說》、《東萊左氏博議》 、《歷代制度詳說》、《宋文鑑》等書，及與朱熹合編《近思錄》。
清初四庫館臣評其成就“祖謙於史學最長”。

## 吕祖谦读书法

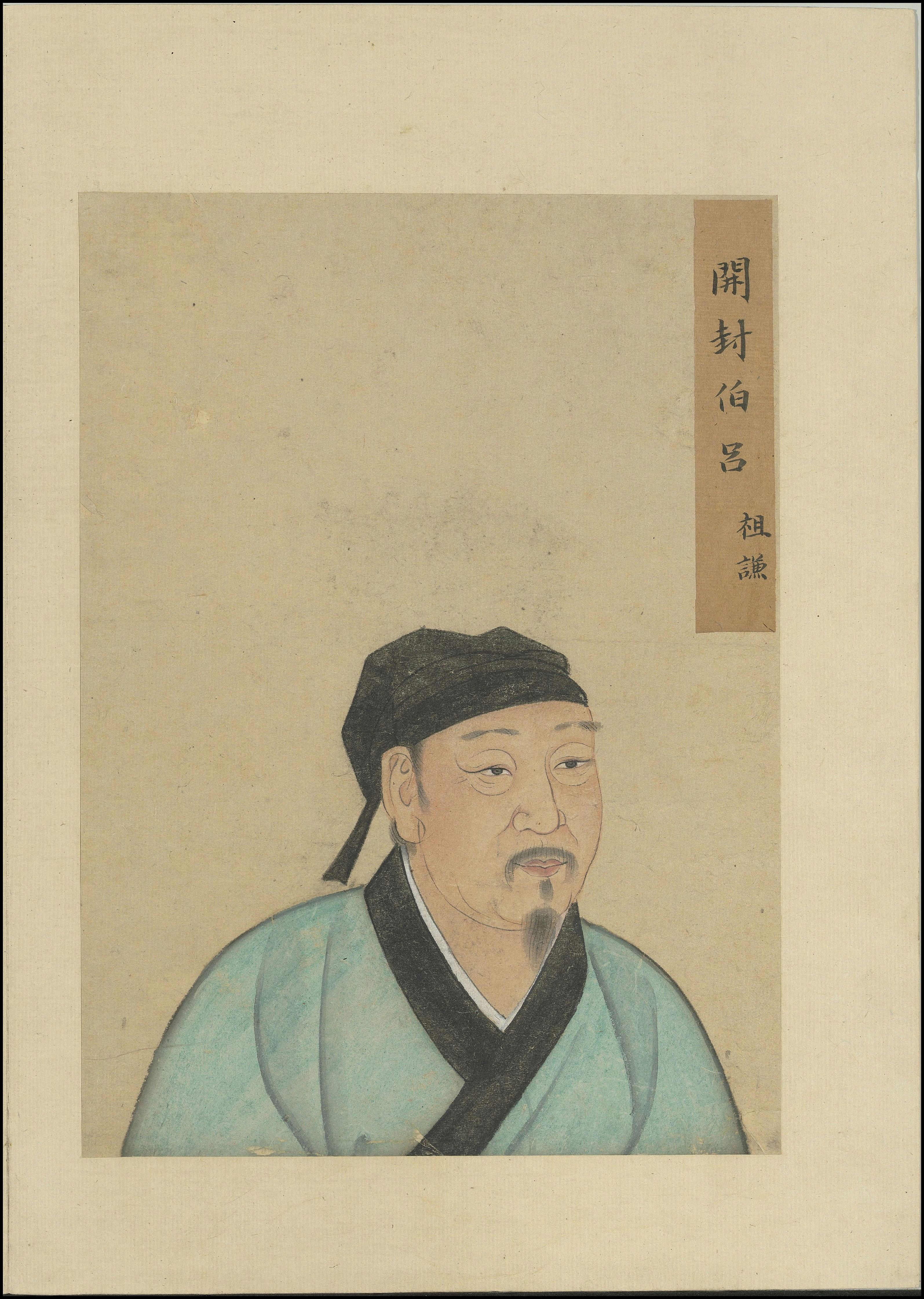
《至聖先賢半身像》呂祖謙

吕祖谦主张读历史书的时候，要设想自己身临其中。看到古人遇到祸患，我们把书卷合上，不看古人是如何处置。设想假如自己也遇到此等事，仔细分析其中的利害，想出处置的方法。然后打开书卷与古人的处置方法对比评价。
人二三十年读圣人书，一旦遇事，便与里巷人无异，只缘读书不作有用看故也。何取？观史如身在其中，见事之利害，时而祸患，必掩卷自思，使我遇此等事，当作何处之。如此观史，学问亦可以进，智识亦可以高，方为有益。

## 家庭
妹夫朱在，系朱熹和劉清四之子。朱熹是1148年結婚，朱在是1169年出生的，所以呂祖謙之妹應該比呂祖謙小至少20年，可能是呂大器晚年得女，呂祖謙應該看不到妹妹出嫁。又，這妹妹應該不是曾氏所出，呂大器可能還有繼室。
吕祖谦有三妻，南宋著名儒官韩元吉的二位女兒韩复、韩螺，淳熙四年十一月初二继娶国子祭酒芮烨之女芮氏。三妻皆早亡，二子一女夭亡。
- 绍兴三十一年（1161年），元配韩复生长子岳孙，20天後夭折。绍兴三十二年（1162年）韩复病亡，葬于明招山。是年次子齐孙又於九月夭亡。另有一女呂华年，生於1159年，長大後嫁给潘景良，潘好古之幼子。[9]。
- 乾道五年（1169年），再娶韩螺（原配韩复之妹），乾道七年（1171年），四月韩螺生一女，五月，產後不久，母女皆病卒，葬于明招山。
- 淳熙四年（1177年），又娶芮氏为妻。第三任妻子芮氏生有一子呂延年，淳熙六年（1179年）七月二十八日芮氏又病亡。吕祖谦撰墓志铭：“某病废，夫人获视，劬瘁得羸疾以卒”。呂延年官至寺丞。延年娶潘氏，生似之、守之。

### 引用
1. ↑  《宋代開封—金華呂氏文化世家研究》載，呂夢奇之父親呂韜，娶江西魯國公王摶之女，武后宰相王方慶之後。鼻祖父呂夢奇，娶潁川陳氏。遠祖父呂龜祥，娶李氏。太祖父呂蒙亨，娶王煥女。烈祖父呂夷簡，娶馬亮與劉氏之女。天祖父呂公著，娶魯宗道長女。高祖呂希哲，娶張昷之之女。曾祖呂好問，官尚書右丞， 娶王僖之女，靖康之禍後南渡，定居婺州金華（今属浙江），祖父吕弸中，娶章甫之女; 父亲吕大器，娶曾幾之女，世代皆为朝廷命官。
2. ↑  朱熹对吕祖谦重史轻经的态度大不以为然，说“伯恭（吕祖谦）于史分外仔细，于经却不甚理会。”“东莱（吕祖谦）聪明，看文理却不仔细。……缘他先读史多，所以看粗着眼。”（《朱子语类》卷122）
3. ↑  美籍学者田浩（Hoyt C. Tillman）认为呂祖謙似乎是得了肺结核，40多岁时又中风（田浩《朱熹的思維世界》）。
4. ↑  《与朱元晦书》“病疾沉痛已成废人”；《与艇斋曾先生》中说自己“自罹忧患，屏居五年，阖户温习故书”。
5. ↑  《庚子·辛丑日记》
6. ↑  何炳松在《浙东学派溯源》中认为吕祖谦“因肥胖而死”。
7. ↑  . 中華百科全書  - 數位典藏國家型科技計畫. 中國文化大學.   [2014-08-18]. （原始内容存档于2020-06-29）.
8. ↑  吕世浩. . 环球网.   [2024-2-17].
9. ↑  清东阳王崇炳《吕东莱先生本传》：“淳熙八年卒于家，年四十五。公三娶，皆先卒。一娶韩尚书元吉女；继室即元配韩氏妹；继娶芮氏，故国子祭酒芮公烨女。一子曰延年，甫三岁，官至侍丞；一女曰华年，归于潘景良。”另，呂祖謙撰《朝散潘公墓誌銘》載，潘景良乃潘好古之幼子，疑陳氏所出。

### 書目
- 《河东吕氏宗谱》
- 嘉靖《浦江志略》
- 乾隆《浦江縣志》